# Bistum Chilpancingo-Chilapa
Das Bistum Chilpancingo-Chilapa (lateinisch Dioecesis Chilpancingensis-Chilapensis, spanisch Diócesis de Chilpancingo-Chilapa) gehört mit den Bistümern Ciudad Altamirano und Tlapa zur römisch-katholischen Kirchenprovinz Acapulco im mexikanischen Staat Guerrero.

## Geschichte
Das Bistum Chilapa wurde am 16. März 1863 aus Gebietsanteilen des Erzbistums Michoacán, des Erzbistums Mexiko und des Bistums Tlaxcala errichtet. Am 18. März 1958 wurde aus dem Gebiet des Bistums das Bistum Acapulco ausgegliedert. Weitere Gebiete wurden abgetreten an das am 27. Oktober 1964 neu gegründete Bistum Ciudad Altamirano. Den heutigen Namen trägt das Bistum seit dem 20. Oktober 1989. Noch einmal gab es einen Gebietsverlust am 4. Januar 1992, als das Bistum Tlapa gegründet wurde.

## Bischöfe
- Ambrosia María Serrano y Rodriguez (19. März 1863 – † 8. Februar 1875)
- Tomás Barón y Morales (7. April 1876 – 25. September 1882 Ernennung zum Bischof von León)
- Buenaventura del Purísimo Corazón de María Portillo y Tejeda OFM (25. September 1882 – 27. Mai 1888 Ernennung zum Bischof von Zacatecas)
- José Ramón Ibarra y González (30. September 1889 – 19. April 1902 Ernennung zum Bischof von Tlaxcala)
- José Homobono Anaya y Gutiérrez (24. August 1902 – † 10. Dezember 1906)
- Francisco Maria Campos y Angeles (2. Oktober 1907 – 5. Januar 1923 Rücktritt)
- José Guadalupe Ortíz y López (8. Juni 1923 – 22. März 1926 Ernennung zum Weihbischof in Monterrey)
- Leopoldo Díaz y Escudero (5. November 1929 – † 24. November 1955)
- Alfonso Tóriz Cobián (12. Januar 1956 – 20. März 1958 Ernennung zum Bischof von Querétaro)
- Fidel Cortés Pérez (18. Dezember 1958 – † 14. August 1982)
- José María Hernández González (18. Februar 1983 – 18. November 1989 Ernennung zum Bischof von Netzahualcóyotl)
- Efrén Ramos Salazar  (30. Oktober 1990 – † 19. Februar 2005)
- Alejo Zavala Castro (19. November 2005 – 20. Juni 2015)
- Salvador Rangel Mendoza OFM (20. Juni 2015 – 11. Februar 2022)
- José de Jesús González Hernández OFM (seit 11. Februar 2022)